# Кошмары аиста Марабу
«Кошмары аиста Марабу» — роман шотландского писателя Ирвина Уэлша.

## Сюжет
Повествование ведётся от лица хулиганствующего маргинала Роя Стрэнга, который лежит в коме. Его сознание разделяется на три уровня, он постоянно перескакивает между ними.
На самом глубоком уровне своего сознания Стрэнг путешествует по Африке и охотится на уродливого аиста Марабу, который безжалостно истребляет стаи фламинго. Вместе с ним охоту ведёт Сэнди Джеймисон — вымышленный герой, который, по словам самого Роя, олицетворяет его чувство вины.
На среднем уровне Рой вспоминает свою жизнь с буяном-отцом, полусумасшедшей матерью, братьями и сестрой. Когда Рою было около десяти, они всей семьёй переехали из Шотландии в ЮАР к брату отца — дяде Гордону. Гордон был расистом и гомосексуалом, он приставал к племяннику и обменивал его молчание на дорогие подарки. В ЮАР Рой впервые увидел аистов марабу, которые позднее стали преследовать его в кошмарах. После смерти дяди от рук Африканского национального конгресса семья Стрэнгов вернулась в Шотландию.
Взрослый Рой стал участником банды кэжуалсов — футбольных хулиганов. На вечеринке Стрэнг и трое его друзей насилуют девушку из округи, причем Рой заставляет её делать ему минет и размещает перед её лицом зеркало, чтобы она все видела. Позже она подаёт в суд, но благодаря красноречивому адвокату, предвзятому судье и отсутствию следов после насильственного мытья в ванной, насильников оправдывают. Рой долгое время мучится от депрессии и закидывается наркотиками, но в итоге сдается и решает покончить с собой — так он попадает в кому.
На верхнем уровне сознания Рой слышит и понимает всё, что происходит в его больничной палате. К нему приходят медсестры и родственники, они ставят музыку и рассказывают новости. Рой ненавидит этот уровень и постоянно пытается провалиться как можно глубже — к охоте на аиста Марабу.
Ближе к концу повествования три уровня сознания Роя начинают объединяться: изнасилованная Роем и его друзьями девушка приходит к нему в палату и мстит (отрезает пенис и вставляет ему в рот, отрезает веки и размещает перед его лицом зеркало, чтобы он все видел и почувствовал себя на её месте); Рой умирает истекая кровью; Сэнди Джеймисон находит Аиста Марабу, которым стал Рой, и убивает его.